# Kabinett Warma

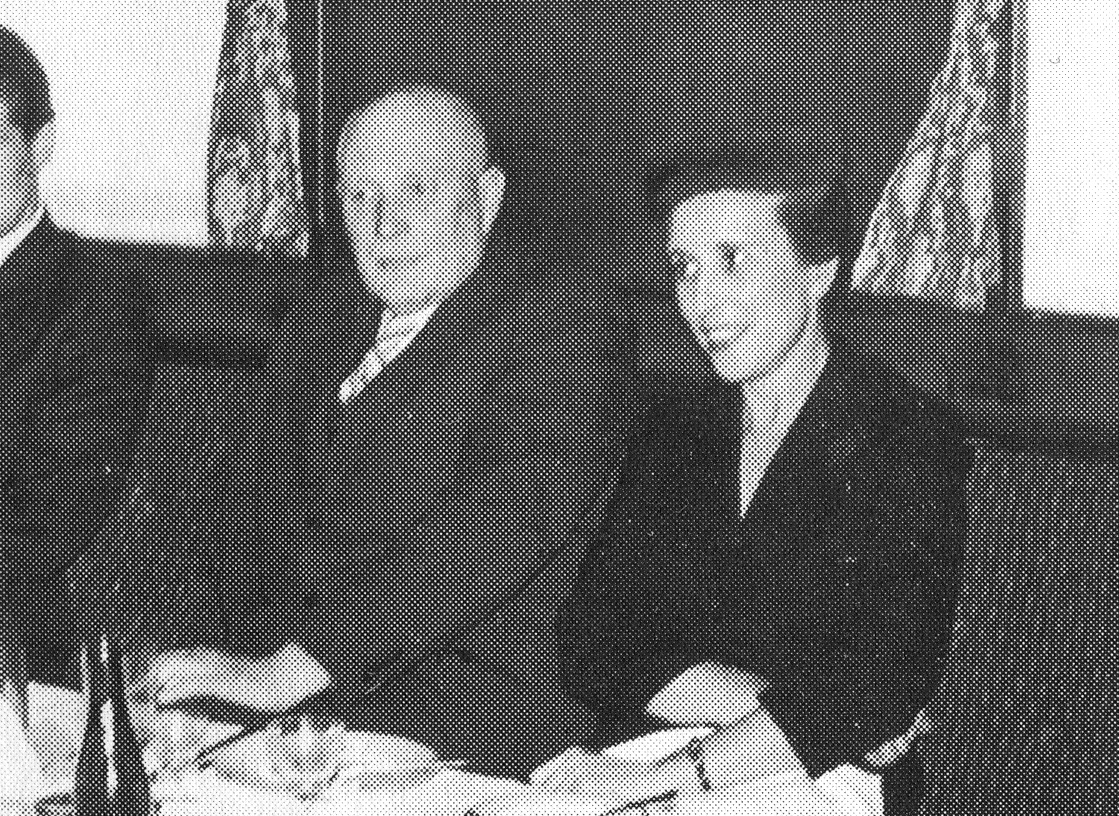
Aleksander Warma mit seiner Frau Marta

Die Exilregierung der Republik Estland unter Ministerpräsident Aleksander Warma („Kabinett Warma“) amtierte vom 1. Januar 1962 bis zum 29. März 1963. Sie war nach amtlicher Zählung die 30. Regierung der Republik Estland seit Ausrufung der staatlichen Unabhängigkeit 1918 und die zweite estnische Exilregierung nach der Besetzung der Estlands durch die Sowjetunion 1944. Sie blieb 453 Tage im Amt.

## Exilregierung
Am 22. August 1960 starb der Ministerpräsident der estnischen Exilregierung, Johannes Sikkar. Das Amt übernahm zunächst geschäftsführend der Landwirtschaftsminister der Exilregierung, Tõnis Kint. Mit Wirkung vom 1. Januar 1963 ernannte der amtierende Staatspräsident im Exil, August Rei, den Außenminister der Exilregierung, Aleksander Warma, zum neuen geschäftsführenden Ministerpräsidenten. Warma bildete am selben Tag ein neues Kabinett.
Mit der Ernennung Warmas zum Ministerpräsidenten war bereits vorgezeichnet, dass dieser das Amt des betagten Staatspräsidenten Rei  übernehmen wird. Rei starb wenige Monate später am 29. März 1963 in Stockholm im Alter von 77 Jahren. Das Amt des Exilpräsidenten übernahm nach Artikel 46 der estnischen Verfassung von 1938 am selben Tag der Ministerpräsident Aleksander Warma.
Präsident Warma ernannte am 2. April 1963 Tõnis Kint zum neuen geschäftsführenden Ministerpräsidenten. Kint stellte am 1. März 1964 ein neues Kabinett vor.

## Kabinettsmitglieder
| Ressort                                        | Name             | Amtszeit                       |
| ---------------------------------------------- | ---------------- | ------------------------------ |
| Geschäftsführender Ministerpräsident im Exil   | Aleksander Warma | 1. Januar 1962 – 29. März 1963 |
| Geschäftsführender Ministerpräsident im Exil   | Tõnis Kint       | 2. April 1963 – 1. März 1964   |
| Außenminister im Exil                          | Aleksander Warma | 1. Januar 1962 – 29. März 1963 |
| Geschäftsführender Außenminister im Exil       | Arvo Horm        | 2. April 1963 – 1. März 1964   |
| Minister im Exil                               | Peeter Panksep   | 1. Januar 1962 – 1. März 1964  |
| Landwirtschaftsminister im Exil                | Tõnis Kint       | 1. Januar 1962 – 1. März 1964  |
| Geschäftsführender Kriegsminister im Exil      | Tõnis Kint       | 1. Januar 1962 – 1. März 1964  |
| Verkehrsminister im Exil                       | Enno Penno       | 1. Januar 1962 – 1. März 1964  |
| Geschäftsführender Bildungsminister im Exil    | Enno Penno       | 1. Januar 1962 – 1. März 1964  |
| Minister im Exil                               | Arvo Horm        | 1. Januar 1962 – 1. März 1964  |
| Geschäftsführender Wirtschaftsminister im Exil | Arvo Horm        | 1. Januar 1962 – 1. März 1964  |
| Minister im Exil                               | Ivar Grünthal    | 1. Januar 1962 – 1. März 1964  |
| Geschäftsführender Sozialminister im Exil      | Ivar Grünthal    | 1. Januar 1962 – 1. März 1964  |
| Innenminister im Exil                          | Aksel Mark       | 1. Januar 1962 – 1. März 1964  |